# Аварикос
Аварикос (на гръцки: Αβαρίκος) със старо име Платипоро (на гръцки: Πλατύπορο) е село в Етолоакарнания, Гърция, в подножието на планината Пророк Илия, на надморска височина 360 м и на около 70 km от Месолонги в североизточна посока. 
Селото е арумънско и първата сигурна датировка е от 1648 г. на издигането на местната църква „Света Марина“. Селото е основано от преселници от Сули, някои от които поели и по-натътък към Южен Пинд и Кравара.
Настоящата селска църква е посветена на „Света Петка“.